# 彼得羅巴甫利夫卡 (克里維里赫區)
47°50′55″N 33°59′17″E / 47.84861°N 33.98806°E
彼得羅巴甫利夫卡（烏克蘭語：Петропавлівка），是烏克蘭中部的村莊，隸屬第聶伯羅彼得羅夫斯克州克里維里赫區的瓦庫洛韋市鎮。該村處於巴扎夫盧克河左岸，距離普里尤特和斯洛維揚卡6公里，海拔高度64米，2001年人口146。